# Завади (Ольштинський повіт)
Завади (пол. Zawady, нім. Jungingen) — село в Польщі, у гміні Ольштинек Ольштинського повіту Вармінсько-Мазурського воєводства.
Населення — 38 осіб (2011).

## Демографія
Демографічна структура станом на 31 березня 2011 року:
|          | Загалом | Допрацездатний вік | Працездатний вік | Постпрацездатний вік |
| -------- | ------- | ------------------ | ---------------- | -------------------- |
| Чоловіки | 20      | 3                  | 15               | 2                    |
| Жінки    | 18      | 4                  | 9                | 5                    |
| Разом    | 38      | 7                  | 24               | 7                    |